# Iso-Tuoppu
Iso-Tuoppu är en sjö i kommunen Pieksämäki i landskapet Södra Savolax i Finland. Sjön ligger 118,9 meter över havet. Arean är 60 hektar och strandlinjen är 5,31 kilometer lång. Sjön  ingår i Vuoksens huvudavrinningsområde.   Den ligger omkring 63 kilometer norr om S:t Michel och omkring 260 kilometer nordöst om Helsingfors. 